# Sergueï Fourgal
Sergueï Ivanovitch Fourgal (en russe : Сергей Иванович Фургал ; né le 12 février 1970 à Poïarkovo) est un homme d'affaires et un homme politique russe du Parti libéral-démocrate de Russie, gouverneur du kraï de Khabarovsk de septembre 2018 à juillet 2020.

## Biographie
À partir de 1999, Sergueï Fourgal est dans les affaires et s'occupe d'importations avant de devenir le dirigeant de la société metallurgique Mif-Khabarovsk. En septembre 2018, il remporte les élections au poste de gouverneur du kraï de Khabarovsk avec 70 % des votes au second tour face au candidat du parti gouvernemental Russie unie.
Le 9 juillet 2020, Sergueï Fourgal est arrêté et accusé d'avoir commandité deux meurtres en 2004 et 2005. Son arrestation déclenche des manifestations de masse qui critiquent le pouvoir central de Moscou. Mikhaïl Degtiariov est nommé gouverneur par intérim à la place de Fourgal le 20 juillet 2020.
Le 10 février 2023, Sergueï Fourgal est condamné à 22 ans de réclusion criminelle par le tribunal de Liouberets.